# Pieta (Michelangelo)
Vatikánská Pieta (italsky Pietà [vaticana]) je renesanční sochařské dílo od Michelangela Buonarrotiho z let 1498–1500.
Socha byla původně určena pravděpodobně na hrob francouzského kardinála Jeana de Villiera ve vatikánské bazilice sv. Petra v Římě. Pieta byla dokončena v roce 1500 a Michelangelo ji signoval (je to jediná Michelangelova socha, kterou autor podepsal), obdržel za ni 450 zlatých papežských dukátů. Během několika staletí byla několikrát přemísťována a v roce 1973 z části poškozena.

## Popis
Italský výraz pietà znamená soucit, slitování, lítost apod. Michelangelova Pieta zobrazuje vnitřní utrpení Matky Boží, která, držíc na klíně umučeného Ježíše, je osamocena ve ztrátě svého jediného syna. Kardinál San Dionigi, když se podíval na Pietu, ptal se Michelangela: „Pověz mi, můj synu, jak je možné, že Madonina tvář zůstala tak mladá, mladší než tvář jejího syna?“ Michelangelo odpověděl: „Vaše milosti, zdá se mi, že Marie nezestárla, neboť byla čistá. Mravnost a čistota ducha uchovávají mládí“. Dle všeho ji Michelangelo zobrazil podle vzpomínky na svou matku. Zobrazil její čistotu a krásu, ne věk a vrásky.
Marie má stuhu přes prsa, na které je vytesán nápis:
Michelangelus Buonarrotus Florent Faciebant

 (Vytvořil Michelangelo Buonarroti z Florencie).
Sousoší je spojení klasické řecké krásy lidského těla s křesťanským ideálem nesmrtelnosti lidské duše. Kompozice je trojúhelníková s vrcholem madoniny hlavy. Michelangelo na ní pracoval přes den i v noci. Na klobouku měl svíčky, aby měl světlo. Mramor je vyleštěn do nejvyššího lesku. Leštěno pemzou a sopečným sklem. Leštil ji několik týdnů. Zezadu je nevyleštěna, protože socha je umístěná v nice, dekorativním výklenku v síle zdiva kostela, často určeném pro sochu. Krátce po dokončení byla socha v tichosti, bez oslav, bez bohoslužeb a bez požehnání instalována v bazilice sv. Petra.